# Lampedusa e Linosa
Lampedusa e Linosa ist eine italienische Gemeinde im Freien Gemeindekonsortium Agrigent in der Autonomen Region Sizilien.

## Lage und Daten
Die Gemeinde umfasst die drei Pelagischen Inseln im Mittelmeer südlich von Sizilien. Die 6522 Einwohner (Stand 31. Dezember 2023) verteilen sich auf die Inseln Lampedusa und Linosa. Die Insel Lampione gehört ebenfalls zum Gemeindegebiet, ist aber unbewohnt.
Die Ortsteile sind Lampedusa, Linosa, Cala Creca, Cala Francese, Grecale und Terranova. Die Einwohner leben hauptsächlich von der Landwirtschaft, von der Fischerei und vom Tourismus.
Lampedusa kann von Palermo aus mit dem Flugzeug erreicht werden. Von Porto Empedocle fährt täglich ein Schiff zu den Inseln.

## Geschichte
Auf der Insel Lampedusa wurden Reste von griechischen, römischen und arabischen Siedlungen gefunden. Im Jahr 1843 wurde die Insel systematisch von Bernado Maria Sanvisente, einem Gesandten von Ferdinand II. besiedelt. Die Insel Linosa wurde im Jahr 1845 besiedelt.
Bereits 2007 und in der Folge der politischen Veränderungen in Tunesien und Libyen ab Januar 2011 versuchen viele Menschen, aus Nordafrika von der Küste Tunesiens die etwa 150 km nach Lampedusa überzusetzen.
Im Oktober 2013 gab es unter den Bootsflüchtigen eine hohe Zahl von Todesopfern als am 3. Oktober ein Schiff havarierte; im Anschluss daran rückten auch weitere ankommende Flüchtlingsboote in die Aufmerksamkeit der Medien. Italiens Ministerpräsident Enrico Letta kündigte am 9. Oktober ein Staatsbegräbnis für die Flüchtlinge an, das jedoch nicht stattfand. Der Präsident der Europäischen Kommission José Manuel Barroso kündigte an, die EU werde Italien mit 30 Millionen Euro bei dem Umgang mit den havarierten Flüchtlingen unterstützen. In Italien kam zudem das Bossi-Fini-Gesetz in die Diskussion, aufgrund dessen die illegale Einwanderung mit Haft bestraft wird.

## Sehenswürdigkeiten
Sehenswert sind die Meeresfauna und die afrikanisch geprägte Flora der Inseln. Einige der Sandstrände dienen der Karettschildkröte zur Eiablage, deshalb wurden diese Gebiete im Oktober 2002 unter Naturschutz gestellt.

## Auszeichnung
Am 2. Juli 2004 verlieh die Italienische Republik der Gemeinde Lampedusa e Linosa die Goldene Medaille für zivile Verdienste (Medaglia d’oro al merito civile).